# Aglomerado de madeira

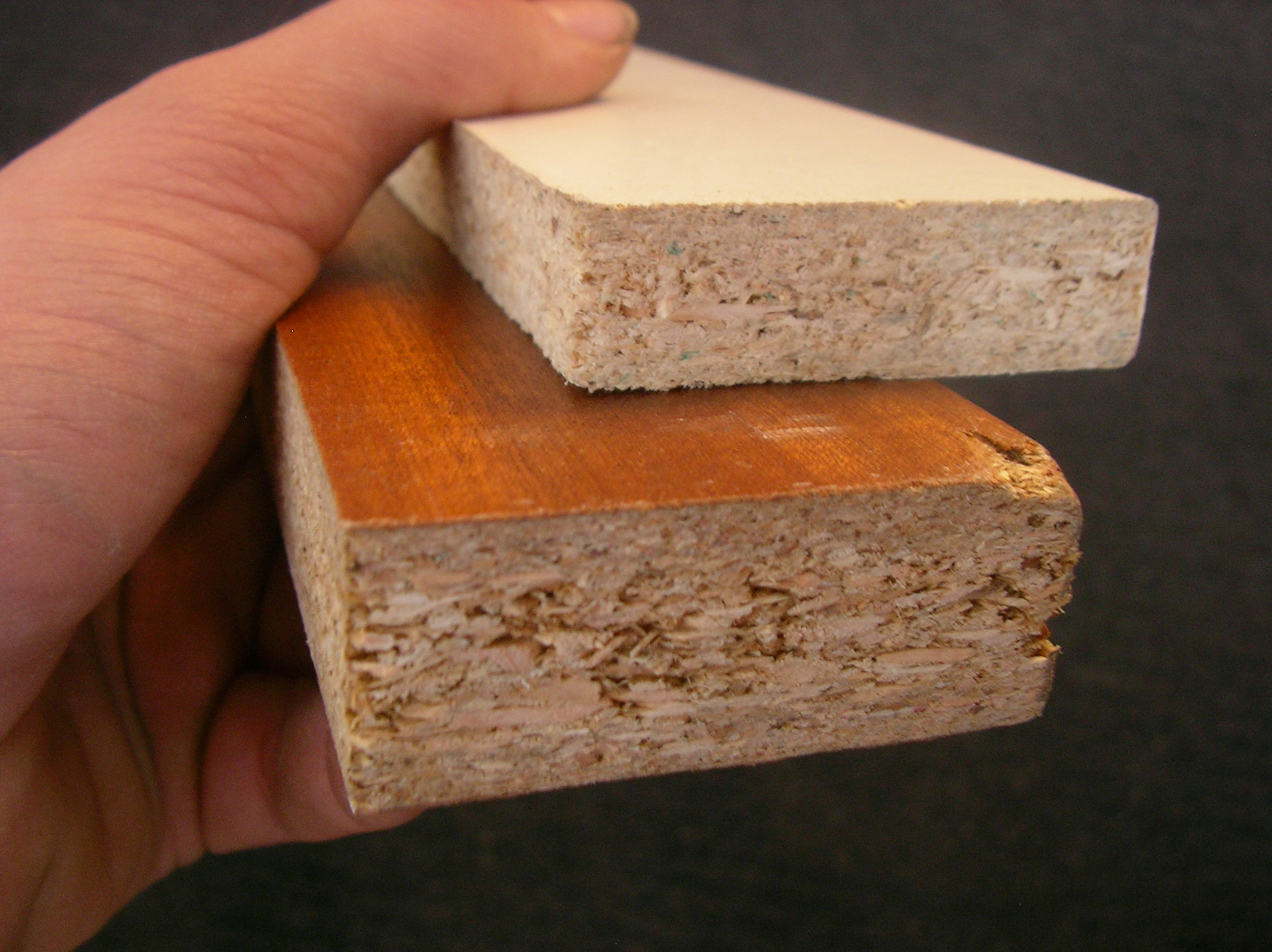
Aglomerado revestido com folha de madeira.

O aglomerado de partículas, aglomerado de madeira ou simplesmente aglomerado, é um material derivado da madeira. Este tipo de material é feito há dezenas de anos e sua produção tem evoluído tecnicamente de forma significativa, apresentando atualmente alto nível de qualidade, representado pela consistência estrutural, baixa utilização de formaldeídos em sua composição e excelente padrão de acabamento. Hoje é mais conhecido pelo nome de seu processo produtivo, MDP (medium density particle), um aglomerado de partículas prensados em média densidade. Atualmente muito usado na construção de móveis, artesanato, juntamente com o MDF (medium density fiber), que é diferenciado do MDP em seu processo de fabricação, que usa fibras da madeira e não partículas. A extensiva utilização do MDP na industria moveleira deriva de seu baixo custo produtivo e suas ótimas características de tração e hidrofílicas (no entanto, o MDP ou MDF comum não resistem a umidade direta). É composto por partículas de madeira de três diferentes dimensões unidas por resinas especiais fenólicas e prensagem a quente, de forma que a superfície fique mais densa (partículas menores) e o centro da chapa fique menos denso (partículas maiores). Isto contribui para a estabilidade da chapa e uma superfície menos porosa, que poderá receber aplicação de tintas, vernizes, folheados de madeira ou sintéticos. A madeira utilizada pode vir de plantações próprias (reflorestação) ou restos de madeiras (reciclagem).
O MDF também tem sido muito usado na área de som, onde é amplamente usado no fabril de caixas acústicas.